# 赵寻
赵寻（1920年—2010年12月26日），原名赵辛生，男，湖北武汉人，中国戏剧家，曾任中国戏剧家协会常务副主席，中国电视艺术家协会副主席，第六、七届全国政协委员。